# Sainte-Croix (Suíça)
Sainte-Croix é uma comuna da Suíça, situada no distrito de Jura-Nord Vaudois, no cantão de Vaud. Tem 39,43 km² de área e sua população em 2018 foi estimada em 4.863 habitantes.